# Leptogomphus hongkongensis
Leptogomphus hongkongensis – gatunek ważki z rodziny gadziogłówkowatych (Gomphidae).